# Лілі Дарваш
Лілі Дарваш (угор. Darvas Lili; 10 квітня 1906 (за іншими даними — 1902), Будапешт — 23 липня 1974, Нью-Йорк) — угорська і американська акторка театру єврейського походження. Дружина драматурга, угорського юдея Ференца Мольнара.

## Біографія
Дебютувала на будапештській сцені в 1920 в ролі шекспірівської Джульєтти. Грала на сценах Берліна і Відня, в тому числі — у Макса Рейнхардта. У 1926 році одружилася з прозаїком і драматургом Ференцом Мольнаром. Виступала в п'єсах Шекспіра, Шиллера, Гете, Толстого, Шоу, Ростана, Мольнара. Після аншлюсу Австрії емігрувала через Швейцарію в США. У 1944 отримала американське громадянство.

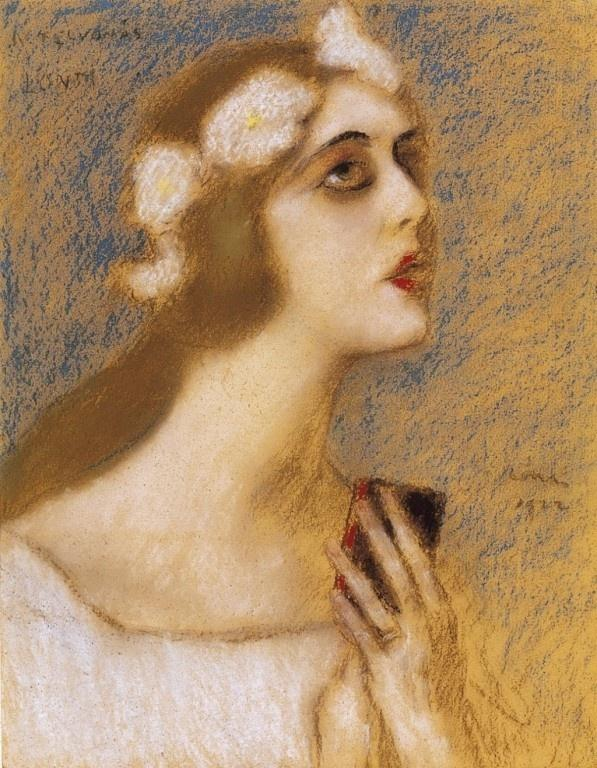
Йожеф Ріпль-Ронаі. Портрет Лілі Дарваш, 1922

З успіхом виступала на Бродвеї, була номінована на премію Тоні за найкращу роль другого плану в п'єсі Лоррейн Хенсберрі «Les Blancs» (1971). Грала в серіалах. У 1965 побувала на гастролях в Будапешті. Блискучим вінцем її артистичної кар'єри стала роль матері у фільмі Кароя Макка «Любов» (1970), відзначена спеціальною згадкою Каннського МКФ (1971) та третьою премією Національної спільноти кінокритиків США (1974).

## Вибрана фільмографія
- 1926 — «Дама з камеліями» / Camille (Ральф Бартон; німий, короткометражний);
- 1935 — «Марія Башкирцева» / Tagebuch der Geliebten (Генрі Костер);
- 1956 — «Зустрічай мене в Лас-Вегасі» (Рой Роуленд);
- 1960 — «Сімаррон» (Ентоні Манн, Чарлз Уолтерс);
- 1970 — «Любов» (Карой Макк).